# Begonia krystofii
Espèce
Begonia krystofii est une espèce de plantes de la famille des Begoniaceae.
Elle a été décrite en 2007 par Josef Jakob Halda.